# كريستوفير رينهارد
كريستوفير رينهارد (بالألمانية: Christopher Reinhard)‏ (19 مايو 1985 بأوفنباخ أم ماين في ألمانيا - ) هو لاعب كرة قدم ألماني في مركز الدفاع. شارك مع منتخب ألمانيا تحت 20 سنة لكرة القدم ومنتخب ألمانيا تحت 21 سنة لكرة القدم. أما مع النوادي، فقد لعب مع آينتراخت فرانكفورت وإنغولشتات 04 ونادي كارلسروه ونادي ماغديبورغ ونادي يوجيشيم ‏ ونادي كارلسروه 2 ‏ وVfB Germania Halberstadt ‏ واينتراخت ترير 05 ‏ وSportfreunde Seligenstadt ‏.

## وصلات خارجية
- كريستوفير رينهارد على موقع قاعدة بيانات كرة القدم.إي يو (الإنجليزية)
- كريستوفير رينهارد على موقع بيانات كرة القدم. دي إي (الألمانية)
- كريستوفير رينهارد على موقع عالم كرة القدم.نت (الإنجليزية)